# 伊藤美紀
伊藤美紀（日语：／ Itō Miki，1962年10月21日—），日本女性配音員。出身於東京都江東區深川。大澤事務所所屬。身高152cm。O型血。
代表作有《七龍珠Z》（人造人18號）、《瑪莉亞的凝望》（小笠原祥子）、《銀魂》（孔雀姬華陀）、《暮蟬悲鳴時》（鷹野三四）、《夏目友人帳》（藤原塔子）等。

## 來歷
伊藤美紀出生於東京都江東區深川。當她進入小學時，身為上班族的父親萌生了擁有自己的房子的想法，全家搬到了千葉縣佐倉市。
她畢業於佐倉市立下志津小學、佐倉市立上志津中學、千葉縣立八千代高等學校之後，從筑波大學畢業。高中時期，她想成為一名播報員，但一位大學朋友建議她「妳的聲音非常適合動畫」，後來，她在日本放送業餘配音員大賽中獲得第3名，並獲得角川獎。為了成為專業人士，她在大學3年級開始就讀勝田聲優學院，並於1985年1月在OVA《GREED》裡作為配音員出道（飾演無辜者B）。鷹森淑乃是勝田時期的同學，岡本麻彌則大她一屆。大學4年級即將畢業時，她試鏡了《嘿！奔奔》裡米斯達的角色，並且非常高興能夠扮演這個角色。次年1986年，她的第一個主角是電影《A子計劃》（飾演摩神英子）。由於她原本因演技而廣受好評，所以直到1990年代，她經常飾演配角。
雖然伊藤本身有一些舞台經驗，但在1990年代初期，她因為想從事旁白工作，從ARTSVISION轉到大澤事務所。從那時起，她一直在同一機構工作至今。自1990年代末期以來，由於照顧孩子，她的活動減少了，但此後她又全面地恢復了活動。
伊藤從2004年的《瑪莉亞的凝望》（飾演小笠原祥子）以來，在年輕族群中獲得更多粉絲，甚至出演要角的機會也在增加。2005年在《SHUFFLE！》裡飾演女主角（飾演時雨亞沙），2006年在《大長今》動畫版裡飾演女主角。
2011年12月，她加入由愛河里花子擔任理事的非營利組織「聲音與未來」，並一直在那裡活躍。

## 人物
她也為外國作品進行日語配音，尤其她為卡麥蓉·狄亞負責《摩登大聖》等早期作品，儘管數量不多。此外，她也負責廣告和綜藝節目的旁白。
已婚，並育有一個女兒。本身非常貼心，有時會邀請其搭檔，包括後輩到她家，為他們做家常飯菜。
與篠原惠美是好朋友，而且她們幾乎是同一年齡、同一世代，作為配音員從職業生涯早期的《A子計劃》開始，兩人在《魔法騎士雷阿斯》、《瑪莉亞的凝望》等作品裡共同演出。
在共同出演出道作品後，她與皆口裕子也成為了好朋友。
自從《機動戰士V鋼彈》（飾演露佩·西諾）以來，她也與同齡的田中敦子成為朋友。皆口與田中兩人都稱呼伊藤為，雖然皆口比伊藤年輕，因為她們第一次見面時誤會了她，並用來跟她說話，但她們仍然這樣稱呼伊藤。
其他暱稱有和。最初，她被稱為，是「伊藤美紀」的縮寫，但後來又發生了進一步的變化。
她也與《瑪莉亞的凝望》的共演者有交流，並因她們在作品裡演的角色而被稱為「（僅限於植田佳奈）」和，此外（伊藤）她本人也使用「祐巳（植田佳奈）」、「（伊藤靜）」和「（生天目仁美）」等暱稱。尤其是這部作品之後，她與植田的合作更加頻繁，私下的互動也越來越多。
特長：游泳、日本舞。
中學時期屬於籃球社。

## 演出
粗體字表示主要角色。

### 電視動畫
1985年
- 蒼之流星SPT雷茲納（法蘭索瓦）
- 機動戰士Ζ鋼彈（米妮瓦·拉歐·薩比）
- 貓眼（明子的隨從）
- 嘿！奔奔（米斯達[14]）

1986年
- 機動戰士GUNDAM ZZ（米妮瓦·拉歐·薩比）
- 光之傳說（山崎里見）

1987年
- 超能力魔美（1987年—1989年，女學生B、新娘、奇可、由紀）

1988年
- 城市獵人2（真知子）

1989年
- 大耳鼠（秦沙也加）
- 森林王子 少年毛克利（奇奇）
- YAWARA！（女A〈百合惠〉、女B、女學生A）

1990年
- 哆啦A夢 (大山羨代版)（1990年—2000年，幼兒、小美寶的母親）

1992年
- 蠟筆小新（1992年—2022年，酒井忍〈初代〉／女大學生、UNISHIRO店長、靜香、理科媽媽、卡莉·須磨代、兒玉小姐 等）
- 元氣爆發伏魔金剛（1992年—1993年，霧隱霞[15]、立花亞衣子[15]）
- 勇者傳說達鋼（茱莉亞）
- 七龍珠Z（1992年—1995年，人造人18號、女孩子、女人）

1993年
- （人造人18號）

1994年
- 美少女戰士（妖魔テティス、ダイヤ王女、う・バーラ、アリス）
- 魔法騎士雷阿斯（諾娃）

1995年
- 怪盜St. Tail（直美）
- 愛天使傳說（河合由希子）

1996年
- 七龍珠GT（1996年—1997年，雷訥、人造人18號、曼巴）1系列 + 特別篇[系列 1]
- 名犬萊西（珀金斯夫人）

1997年
- 大運動會（潔西·卡特蘭德）
- 名偵探柯南（1997年—2020年，西谷美帆、天野鶇、北条初穂、明智惠理、長部滿的母親、鈴木由美、八代美紗、小暮留海、大出伊緒）

1998年
- 庫洛魔法使（大道寺園美）

1999年
- 週刊故事樂園（日语：週刊ストーリーランド）（「傳送遙控器」（櫃檯女服務員）、「來自死者的訊息」（速水刑警））

2000年
- 傀儡師左近（九條明紀）
- 幻影死神 Boogiepop Phantom（來生真希子）

2001年
- 小小雪精靈（巴貝拉）

2002年
- 我們這一家（2002年—2007年，店員、女客人、袴田／小拓的媽媽）
- 最終兵器少女（冬美）
- 神奇寶貝（小雅）

2003年
- 奇諾之旅（櫻的母親）

2004年
- Keroro軍曹（虫齒菌宇宙人 ）
- 光之美少女（雪城文）
- 神奇寶貝超世代（エミリー）
- 瑪莉亞的凝望（2004年—2009年，小笠原祥子）3系列[系列 2]

2005年
- 幸運女神（凜德）
- 神樣中學生（一橋茜）
- 地狱少女（安田景子）※第6話
- Shuffle!（時雨亞沙）

2006年
- 飛輪少年（美作涼）
- 陰守忍者（陰守櫻子）
- 大長今（徐長今）
- 暮蟬悲鳴時（鷹野三四）
- Fate/stay night（藤村大河）
- Marginal Prince —月桂樹的王子們—（大姊）

2007年
- SHUFFLE! MEMORIES（時雨亞沙）
- 银魂（孔雀姬华陀）
- 桃華月憚（守東由美子、咒名、仓木由利子、不可思議酱）
- 七色★星露（秋姬花梨）
- Baccano！（娜塔麗·貝利亞姆）
- Myself; Yourself（麻緒衣的母親）

2008年
- 水晶之焰（日语：クリスタル ブレイズ）（莫妮卡[16]）
- 鶺鴒女神（2008年—2010年，佐橋高美[17]）2系列[系列 3]
- 深淵傳奇（魔彈莉古雷特[18]）
- 夏目友人帳（2008年—2024年，藤原塔子[19]）7系列[系列 4]

2009年
- 海猫泣鳴之時（右代宮繪羽、夏娃·貝阿朵莉切）

2010年
- 屍鬼（安森奈緒）
- 只有神知道的世界（岡田經紀人）
- 七龍珠改（2010年—2015年，人造人18號）2系列[系列 5]

2011年
- 银魂（孔雀姬华陀）

2012年
- 來自新世界（渡邊瑞穗）

2013年
- 魔奇少年（魔奇B）
- Fate/kaleid liner 魔法少女☆伊莉雅（藤村大河）
- 只有神知道的世界 女神篇（岡田經紀人）
- 魔奇少年 The Kingdom of Magic（練玉艷）

2014年
- 最近，妹妹的樣子有點怪？（神前香子）
- 流浪神差（日和的媽媽）
- 鄰座同學是怪咖（橫井的媽媽）
- HAMATORA ─超能偵探社─（伊藤尚子）
- Wake Up, Girls!（藍里的媽媽）
- Fate/kaleid liner 魔法少女☆伊莉雅 2wei（藤村大河）
- Fate/stay night [Unlimited Blade Works]（藤村大河）

2015年
- 電波教師（花音的母親）
- Charlotte（喪葬業女性）
- 七龍珠超（2015年—2018年，人造人18號）
- 流浪神差 ARAGOTO（日和的媽媽）

2016年
- 新我們這一家（小拓媽媽）
- 昭和元祿落語心中（女傭）
- 魔奇少年 辛巴達的冒險（練玉艷）
- 不愉快的妖怪庵（蘆屋楢）
- 龍族拼圖X（薩莉）
- D.Gray-man HALLOW（院長）
- 91Days（修女）

2017年
- 地獄少女 宵伽（安田景子）
- 奇諾之旅 -the Beautiful World- the Animated Series（大統領）
- 鬼燈的冷徹（地獄太夫）

2018年
- 庫洛魔法使 透明牌篇（大道寺園美）
- 軒轅劍·蒼之曜（龐夫人）
- 茜色少女（美亞的母親）

2019年
- 不愉快的妖怪庵 續（蘆屋楢）
- Star☆Twinkle 光之美少女（人工智能、主機人工智能、人馬座的公主）
- Fate/Grand Order -絕對魔獸戰線巴比倫尼亞-（豹人）
- 放學後桌遊俱樂部（本田雅）
- 警視廳 特務部 特殊凶惡犯對策室 第七課 -特7-（遠藤的前妻）

2020年
- 暮蟬悲鳴時 業（鷹野三四）
- 神奇柑仔店 錢天堂（有馬綠）

2021年
- 弱角友崎同學（友崎的母親）
- 灼熱卡巴迪（宵越的母親）
- 暮蟬悲鳴時 卒（鷹野三四）
- 三角窗外是黑夜（半澤冴子）

2022年
- 奇米萌 CHIMIMO（小酒館的老闆娘）
- BanG Dream! Morfonication（校長）
- 秋葉原冥途戰爭（美千代）
- 宇崎學妹想要玩！ω（櫻井春子）

2023年
- 淪落者之夜（凱特）
- 逃走中 THE GREAT MISSION（菲扎里·吉娃）
- 江戶前精靈（歌聲）
- 不知內情的轉學生不管三七二十一纏了上來。（茜的祖母）
- BanG Dream! It's MyGO!!!!!（校長）
- SHY（娜塔莉亞）

2024年
- 百千家的妖怪王子（古樹妖）
- 【我推的孩子】（雨宮吾郎的祖母）
- Acro Trip 頂尖惡路（伊達地圖子的母親）

2025年
- 完美到難以接近的聖女遭到解除婚約後被賣到鄰國（希爾德加德·阿德瑙爾[21]、旁白）
- 保齡球少女！（庵珠[22]）

### 電影動畫
- 百變小櫻（大道寺園美）
- 城市獵人（美樹）
- UFO學園的秘密（宇宙人）

1986年
- A子計劃（A子＝摩神英子）

1994年
- 七龍珠Z 危險的二人!超級戰士難以安枕（人造人18號）

2010年
- Fate/stay night Unlimited Blade Works（藤村大河）

2013年
- 七龍珠Z 神与神（人造人18號）

2017年
- Fate/stay night Heaven's Feels（藤村大河）

2019年
- Fate/stay night Heaven's Feels II（藤村大河）

2020年
- Fate/stay night Heaven's Feels III（藤村大河）

2021年
- 宇宙之法：伊羅興篇（日语：宇宙の法-エローヒム編-）（貝加女王[23]）

2022年
- 七龍珠超：超級英雄（人造人18號）

### OVA
- 銃夢 (凱麗)
- 只有神知道的世界（岡田經紀人）

1985年
- GREED（日语：GREED (OVA)）（無辜者B）

1986年
- 閃耀之心 到達不了銀河系（日语：トゥインクルハート 銀河系までとどかない）（奶油泡芙蝙蝠）
- 夢幻獵人麗夢II 聖美神學園的妖夢（日语：ドリームハンター麗夢）（黑薔薇會女學生）

1987年
- 吹泡糖危機（艾琳·張）
- A子計劃系列（1987年—1989年，魔神英子〈A子〉）3作品[系列 6]

1988年
- 恐怖的生化人 最終教師（日语：最終教師）（大森由香里[24]）

1989年
- EXPLORER WOMAN RAY（日语：エクスプローラーウーマン・レイ）（橘舞）
- 機動戰士SD鋼彈MARK-II（日语：機動戦士SDガンダム）（米妮瓦·拉歐·薩比）
- 銀河英雄傳說（貴族女兒）
- 妖魔（日语：妖魔 (漫画)）（小夜）

1990年
- A-Ko The VS（A-KO）
  - GRAY SIDE
  - BLUE SIDE
- THE八犬傳（伏姬[25]）
- SOL BIANCA（日语：SOL BIANCA）（梅[26]）
- 每天是星期日（竹下夕美）

1992年
- 東京巴比倫（皇北都）

1993年
- 幸運女神-戰鬥之翼（凜德）

1998年
- 玻璃假面 ～擁有千張假面的少女～（杉子）
- 刻之大地 ～花之王國的魔女～（日语：刻の大地）（十六夜）

2006年
- 瑪莉亞的凝望 3rd Season（小笠原祥子）

2008年
- 機械女僕 第3卷（姐姐）
- 七龍珠 唷！歸來的孫悟空與夥伴們!!（日语：ドラゴンボール オッス!帰ってきた孫悟空と仲間たち!!）（人造人18號）

2009年
- 暮蟬悲鳴時 OVA系列（2009年—2011年，鷹野三四[27][28]）2作品

2011年
- 幻想嘉年華（藤村大河）

2013年
- 魔法少女☆偶像之星 加儂100%（岡田經紀人）
- 夏目友人帳 與貓咪老師的初次跑腿（藤原塔子）
- ONE PIECE x 美食的俘虏 x 七龙珠Z（人造人18號）

2014年
- 夏目友人帳 曾幾何時下雪之日（藤原塔子）

2015年
- 堀與宮村（堀百合子）
- 流浪神差「夜斗神連續殺人事件」（日和的媽媽）※單行本第15卷限定版附贈DVD

2017年
- 夏目友人帳 一夜盃（藤原塔子）

2021年
- Fate/Grand Carnival（豹人）

### 網路動畫
- 夏娃的時間（2008年，莉娜[29]）
- 擴張少女系三重奏（2017年，卯月神樂的母親）
- 衛宮家今天的餐桌風景（2018年—2019年，藤村大河[30]）
- 松本零士老師×鷹之爪 小泉八雲『雪女 特別篇』／怪談之家松江5週年紀念作品（2018年，雪女）
- Fate/Grand Order 搞不懂的藤丸立香（2023年，豹人）
- 超級七龍珠英雄 宣傳CG影片（人造人18號〈奧佐特〉）

### 遊戲
- 核心裝甲2（レミル・フォートナー）
- 超級機器人大戰（ルペ・シノ、ユカ・マイラス）
- 兵蜂
- 七龍珠系列（人造人18號）
- Fate/stay night（藤村大河）
- Fate/tiger colosseum（藤村大河）
- Fate/Grand Order（豹人）

1990年
- SOL BIANCA（日语：SOL BIANCA）（梅奧）

1991年
- 救命處置（藤田真紀）

1992年
- Xak I、II（日语：サーク）（路·皮克西）2作品
- 彌涅耳瓦公主（彌涅耳瓦公主）

1993年
- 3×3 EYES ～三只眼變成～（美星）
- 電腦天使（日语：電脳天使）（名木田老師）
- 七龍珠Z 超武鬥傳（人造人18號）

1994年
- Xak III（日语：サークIII）（路·皮克西）
- 聖戰士傳承 雀卓騎士（日语：聖戦士伝承・雀卓の騎士）（理查·漢默）

- 七龍珠Z 超武鬥傳3（人造人18號）
- 七龍珠Z 武勇烈傳（日语：ドラゴンボールZ 武勇烈伝）（人造人18號）

1995年
- 七龍珠Z 最強22人（日语：ドラゴンボールZ Ultimate Battle 22）（人造人18號）
- 七龍珠Z 真武鬥傳（日语：ドラゴンボールZ 真武闘伝）（人造人18號）

1996年
- 七龍珠Z 偉大龍珠傳說（日语：ドラゴンボールZ 偉大なるドラゴンボール伝説）（人造人18號）

2003年
- 七龍珠Z（日语：ドラゴンボールZ (ゲーム)）（人造人18號）
- for Symphony（皇華乃）

2004年
- 七龍珠Z 舞空鬥劇（日语：ドラゴンボールZ 舞空闘劇）（人造人18號）
- 七龍珠Z2（日语：ドラゴンボールZ2 (PlayStation 2)）（人造人18號）

2005年
- 七龍珠Z Sparking！（日语：ドラゴンボールZ Sparking!）（2005年—2024年，人造人18號）4作品[系列 7]
- 七龍珠Z 舞空烈戰（日语：ドラゴンボールZ 舞空烈戦）（人造人18號）
- 七龍珠Z3（日语：ドラゴンボールZ3）（人造人18號）

2006年
- 超七龍珠Z（日语：超ドラゴンボールZ）（人造人18號）
- 七龍珠Z 真武道會（日语：ドラゴンボールZ 真武道会）（人造人18號）

2007年
- 七龍珠Z 真武道會2（日语：ドラゴンボールZ 真武道会2）（人造人18號）
- 七龍珠Z 遙遠的悟空傳說（人造人18號）

2008年
- 機戰傭兵 尋求答案（日语：アーマード・コア フォーアンサー）（幹員、霞純香）
- 七龍珠Z 無限世界（日语：ドラゴンボールZ インフィニットワールド）（人造人18號）
- 七龍珠Z 爆發極限（日语：ドラゴンボールZ バーストリミット）（人造人18號）

2009年
- 七龍珠 迅猛炸裂（日语：ドラゴンボール レイジングブラスト）（人造人18號）

2010年
- 七龍珠 搭檔對決（日语：ドラゴンボール タッグバーサス）（人造人18號）
- 七龍珠英雄系列（2010年—2019年，人造人18號）6作品[系列 8]
- 七龍珠 迅猛炸裂2（日语：ドラゴンボール レイジングブラスト）（人造人18號）
- elan（百合）

2011年
- 七龍珠改 究極武鬥傳（日语：ドラゴンボール改 アルティメット武闘伝）（人造人18號）

2014年
- 朧村正 角隱女地獄（蝶蝶太夫[31]）
- Fate/hollow ataraxia（藤村大河[32]）

2015年
- 七龍珠Z 超究極武鬥傳（日语：ドラゴンボールZ 超究極武闘伝）（人造人18號）
- 七龍珠 異戰（日语：ドラゴンボール ゼノバース）（人造人18號）

2016年
- 碧藍幻想（2016年—2024年，科德利亞[33]）
- 真·女神轉生IV FINAL（達努[34]）
- 七龍珠 異戰2（人造人18號）
- 七龍珠 融合（日语：ドラゴンボールフュージョンズ）（人造人18號）
- Fate/Grand Order（2016年—2022年，豹人）

2017年
- GOD WARS ～跨越時空～（日语：GOD WARS 〜時をこえて〜）（2017年—2018年，花坂[35]）2作品

2018年
- 銀魂亂舞（華陀）
- 七龍珠FighterZ（日语：ドラゴンボール ファイターズ）（人造人18號）

2019年
- 超級機器人大戰T（諾瓦）

2020年
- 七龍珠Z 卡卡洛特（人造人18號）

2021年
- 超級機器人大戰DD（2021年—2024年，神代麻衣）
- 鏡光傳奇（日语：テイルズ オブ ザ レイズ）（2021年—2022年，莉古雷特、庫路路）
- 超級機器人大戰30（露佩·西諾、伊娃·福佐伊格、諾瓦）

2024年
- 逆轉奧賽羅尼亞（日语：逆転オセロニア）（奧維達）

### 廣播劇CD
時期不明
- 北歐神話、傳說 2、4（旁白）
- 心靈殺手（山下夜志保）

1991年
- 十兵衛紅變化（日语：十兵衛紅変化）（荻代沙耶香）

1994年
- High school aura buster（日语：ハイスクール・オーラバスター） 向迷失的羊伸出愛之手（山口美夜）
- Luna Secret（和桂月）

1998年
- 刻之大地（日语：刻の大地）系列（1998年—1999年，十六夜）
  - 奇蹟的花/黑暗之王伊斯特
  - Vol.2 夢之館 幻之丘
  - ～花之王國的魔女～

1999年
- 火魅子傳 ～戀解～（日语：火魅子伝） 原創廣播劇CD 耶麻台歲時記（亞衣）

2000年
- 最遊記 壹 華焰之殘夢（芙蓉）

2001年
- 耽美夢想 彩虹之橋 ～BeBu Lost～（弗郎斯老師）

2002年
- 廣播劇CD 空之境界 俯瞰風景（巫淨霧繪）

2007年
- 夏目友人帳（藤原塔子）

2010年
- 淺見光彥系列（日语：浅見光彦シリーズ）「天河傳說殺人事件」（水上菜津美）
- LaLa 附錄廣播劇CD「夏目音物語集」（藤原塔子）[注 4]
- 瑪莉亞的凝望 太陽傘 2枚組（小笠原祥子）

2011年
- 葬儀屋里德路（日语：葬儀屋リドル）（浮士德）

2013年
- 孔明之妻。（日语：孔明のヨメ。）（蔡夫人[36]）
- Sound Drama Fate/EXTRA（藤村大河[37]）
  - 第一章「月之聖杯戰爭」
  - 第二章「強者弱者」
- 靈感少女（辣妹幽靈的母親[38]）

2014年
- Fate/hollow ataraxia 廣播劇CD No Money No Life Bazett-san（藤村大河）[注 5]

2017年
- 劇場版 Fate/stay night [Heaven's Feel] I.presage flower 原創廣播劇CD「First Include」（藤村大河）

### 外語配音

#### 演員
卡麥蓉·狄亞茲
- 摩登大聖（蒂娜·卡萊兒）※影碟版。
- 哈啦瑪莉（瑪莉·詹森）
- 寶貝好壞（英语：Very Bad Things）（蘿拉·加勒蒂）

#### 電影
年份不詳
- 鏡子裡的陌生人（英语：A Stranger in the Mirror）（約瑟芬）
- 食人魔 (1993年電影)（英语：Cannibal! The Musical）（波莉·普里（英语：Polly Pry））
- 天命真女（英语：Committed (2000 film)）（喬琳〈海瑟·葛拉罕〉）
- 兇手就在我身邊（西爾維亞）
- 城市警探（英语：Downtown (film)）（洛里·米切爾〈潘妮洛普·安·蜜勒（英语：Penelope Ann Miller）〉）
- 神鬼拳王（英语：Gladiator (1992 film)）（唐恩〈卡拉·布歐諾（英语：Cara Buono）〉）
- 中華戰士（欽欽〈劉芊蒂〉）
- 夜巡者（英语：Night Watch (2004 film)）（莉安）
- 好運當頭（英语：Pure Luck）（瓦萊麗·海史密斯〈謝拉·柯雷（英语：Sheila Kelley (American actress)）〉）
- 靈魂大捕貼（英语：Soul Food (film)）（柏德〈妮雅·隆〉）
- 甜蜜十六歲（蘇菲·賴納）
- 姊妹情誼（英语：The Sisterhood (1988 film)）（瑪麗亞〈蓮荷麗·瓊蓀〉）※東京電視台版。

1985年
- 棉花俱樂部（維拉·西塞羅〈黛安·蓮恩〉）※影碟版。

1986年
- 鐵鷹戰士（英语：Iron Eagle）（凱蒂〈梅羅拉·哈丁（英语：Melora Hardin）〉）※TBS版。

1987年
- 鬼玩人（妮塔〈丹寧史·比可西勒〉）※東京電視台版[注 6]。

1988年
- 普西迪基地（英语：The Presidio (film)）（唐娜·考德威爾〈梅格·瑞安〉）※富士電視台版。

1989年
- 終極天將（英语：The Adventures of Baron Munchausen）（莎莉·索爾特〈莎拉·波莉〉）※影碟版。
- 當哈利碰上莎莉

1990年
- 大魔域2：回到大魔域（英语：The NeverEnding Story II: The Next Chapter）（女皇〈亞麗珊德拉·喬納斯（英语：Alexandra Johnes）〉）※影碟版。

1991年
- 飛鷹計劃（桃子〈池田昌子（日语：池田昌子 (女優)）〉）
- 朱唇劫（英语：Lipstick (film)）（凱西·麥考密克〈瑪麗葉兒·海明威〉）※東京電視台版。

1992年
- 火燒島
- 魔王迷宮（莎拉〈珍妮佛·康納莉〉）※NHK-BS版。
- 致命武器2（瑞卡·凡·登·哈斯〈派西·肯塞特〉）※TBS版。
- 小鬼初戀（瓦達·蘇爾滕富斯〈安娜·克倫斯基〉）※影碟版。

1993年
- 最後的標的（英语：Le choc）（瑪蒂爾德）※朝日電視台版。
- 兩個小洛特（英语：Lisa and Lottie）（夏洛特）
- 魔鬼戰將（嬌登·塔特〈埃麗卡·埃倫尼克〉）※影碟版。
- 犯罪總動員（英语：Where the Day Takes You）（吉米〈艾莉莎·米蘭諾〉）

1994年
- 伴我情深（英语：Mr. Jones (1993 film)）（阿曼達〈勞倫·湯姆（英语：Lauren Tom）〉）
- 窈窕奶爸（米蘭達·希拉德〈麗莎·雅克布（英语：Lisa Jakub）〉）※影碟版。
- 甜蜜13歲（英语：My Girl 2）（瓦達·蘇爾滕富斯〈安娜·克倫斯基〉）※影碟版。
- 黑色追緝令（法比恩〈瑪麗亞·德·梅黛洛〉）

1995年
- 天使與昆蟲（英语：Angels and Insects）（尤金妮亞·阿拉巴斯特爾·亞當森〈派西·肯塞特〉）
- 英雄戰場（英语：Of Love and Shadows）（艾琳〈珍妮佛·康納莉〉）

1996年
- 艾曼紐夫人（瑪麗亞安吉〈克莉絲汀·波森（英语：Christine Boisson）〉）※東京電視台版。
- 金剛戰士電影版（英语：Mighty Morphin Power Rangers: The Movie）（艾莎·坎貝爾／黃衣戰士〈凱倫·阿什利（英语：Karan Ashley）〉）

1998年
- 交叉世界（英语：Crossworlds）（蘿拉〈安德烈亞·蘿絲（英语：Andrea Roth）〉）

1999年
- 一吻定江山

2000年
- 男孩別哭（坎達絲）

2001年
- 魅力四射（英语：Bring It On (film)）（考特妮〈克萊爾·克萊默（英语：Clare Kramer）〉）
- 以毒攻毒（英语：Exit Wounds）（琳達〈珍妮佛·歐文（英语：Jennifer Irwin）〉）※影碟版。
- 失戀排行榜（蘿拉〈伊賓·赫傑爾（英语：Iben Hjejle）〉）

2002年
- 穿越時空愛上你（達西〈娜塔莎·雷昂〉）※影碟版。

2004年
- 陰森林（基蒂·沃克〈茱蒂·葛瑞兒〉）※影碟版。

2006年
- 人魚公主的愛情魔法（人魚公主艾娃〈莎拉·派斯頓（英语：Sara Paxton）〉）
- 絕命終結站3（艾希琳·哈普林〈克莉絲朵·洛爾（英语：Crystal Lowe）〉）

2008年
- 婚姻生活（英语：Married Life (2007 film)）（凱·內斯比特〈瑞秋·麥亞當斯〉）

#### 電視影集
- 愛上女主播（甄善美）※朝日電視台版。
- 鐵證懸案 (第6季)（黛安）※WOWOW版。
- 古堡情怨（英语：Covington Cross）（凱瑟琳〈卡羅琳·哈克〉）※NHK版。
- 海豚的故事 (第1、2季)（英语：Flipper (1995 TV series)）（瑪雅）※WOWOW版。
- 歡樂滿屋（金咪·吉布勒〈安卓雅·巴柏（英语：Andrea Barber）〉）※NHK教育版。
  - 歡樂再滿屋（英语：Fuller House (TV series)） ※Netflix版
- 雙螺旋（朱莉婭·沃克）
- 惡作劇之吻 (台灣版)（入江紀子）
- 生活在繼續（英语：Life Goes On (TV series)）（麗貝卡·“貝卡”·柴契爾）
- 百戰天龍 (第1季)（伊安娜）※TBS版。
- 家國危機（英语：MotherFatherSon）（凱瑟琳·維利爾斯〈海倫·邁柯瑞〉[39]）※WOWOW版。
- 在空中（英语：On the Air (TV series)）（貝蒂·哈德森〈瑪拉·魯賓諾夫〉）
- 惡作劇之吻 (韓國版)（黃晶熙）
- 時空怪客（米歇爾）※TBS版。
- 醫院風雲（克里斯汀博士）※WOWOW版
- 福爾摩斯探案（夏洛特·邁爾斯）※完整版。
- 4400（莉莉·摩爾〈勞拉·愛倫〉）※WOWOW版。
- 外星界限（英语：The Outer Limits (1995 TV series)）（凱倫·羅斯〈梅根·法蘿〉）※WOWOW版。
- 原野飆龍（英语：The Young Riders）（艾蜜莉）
- 惡作劇2吻（入江紀子）

#### 動畫
年份不詳
- 堂吉訶德（姪）

1990年
- 查理布朗與史努比（傅麗達）

1991年
- 金猴降妖（小猴子1）

1992年
- 救難小福星（寶貝、魯維妮）※新日語配音版。

1993年
- 蝙蝠俠：動畫系列（哈莉·奎茵）

1994年
- 拇指姑娘（英语：Thumbelina (1994 film)）

2001年
- 超人：動畫系列（哈莉·奎茵）
- 未來蝙蝠俠：小醜歸來（英语：Batman Beyond: Return of the Joker）（哈莉·奎茵）

2004年
- 正義聯盟（哈莉·奎茵）

2006年
- 大長今（徐長今）

2007年
- 辛普森家庭 電影版（海倫·洛夫喬伊太太）※劇院公映版。

2009年
- 聖誕夜怪譚（粉絲）

2016年
- 海底總動員2：多莉去哪兒？（辛蒂）

### 旁白
- 北野武的萬物創世紀（日语：たけしの万物創世紀）

### 廣告
- Sonicare
- HERBAL ESSENCES（日语：ハーバルエッセンス）
- HIS
- 麥當勞 安心0日元
- 旭化成
- AIFUL（日语：アイフル） 篇
- NTT東日本（日语：東日本電信電話）（標識）

等

### 廣播節目
※記號表示網路廣播。
- 老虎道場電台（日语：Fate/stay tune）（2007年2月22日—9月6日，animateTV（日语：アニメイトタイムズ）、音泉）※

### 廣播CD
- 角色廣播CD SHUFFLE！巴貝納學園廣播社vol.2（2005年11月2日）
- DJ CD「瑪莉亞的凝望（日语：Webラジオ マリア様がみてる）」1（2006年8月4日）
- NEVRA（日语：ねぶら） 總結盤 ～2009夏～
- DJCD『海貓悲鳴時』Episode R -Radio of the golden witch-（日语：『うみねこのなく頃に』Episode R -Radio of the golden witch-） 第1卷（2009年12月23日）
- 高階CD「瑪莉亞的凝望」Vol.2（2010年2月24日）
- 廣播CD「Fate/kaleid liner 伊莉雅與凛的魔法少女☆之夜 2wei！Herz！」（2015年7月29日）

### 廣播劇
- 兵蜂PARADISE（1993年，吉恩比、薄荷、蜜桃老師）
  - 兵蜂PARADISE2（1994年）
  - 兵蜂PARADISE3（1996年）

### 數位漫畫
- （2022年，旁白[40]）
- （2024年，牧野良子[41]）

### 影像商品
- SHUFFLE！LIVE Only for you（2006年2月24日）
- Live in TOKYO 蕪菁2008（2008年8月6日）
- 瑪莉亞的凝望 ～秋天的莉莉安祭 第二部～（2009年2月25日）[注 7]
- TYPE-MOON Fes. -10th ANNIVERSARY EVENT- Blu-ray Disc Box（2013年1月16日）
- 配音員×日本樂器合作單位 聲音劇場 日本管弦樂團 第5次公演「源氏物語 ～陽光的公主，黃昏的你～」DVD（藤壺之宮，聲音演出）

### DVD
- 『桃華月憚』DVD-BOX（限定版與通常版）
  - 1 月華之抄 特典 音頻劇 守東由美子篇（限定版）
  - 2 蝶華之抄
  - 3 香華之抄
  - 4 風華之抄

### 舞台
※伊藤在實習生和新人期間也出演過幾部舞台劇，但其官方出演履歷不詳。
- 第1回茶風林企劃製作公演「Benkei☆Punch」（2004年12月10日—12日，銀座小劇場）
- （2010年8月，松榮山了法寺（日语：了法寺））[42]
- 鈴鼓製作（2011年9月2日—4日，元結不動密藏院（日语：密蔵院 (江戸川区)））
- 聲劇和樂團（配音員×和樂器合作組合） 第5回公演（2016年9月） 飾 藤壺之宮（聲音演出）
- （2018年3月28日—4月2日，元結不動密藏院）[43]
- TACCS 1179 ×酒林堂八雲（2021年1月5日）（YouTube〈直播〉）（TACCS 頻道）
- 【和樂器×朗讀】聲劇和樂團 第八回公演 音樂朗讀劇『鳥獸奇譚』2021年11月27日—28日於日本消防會館舉行（猴蟹大戰）。串流媒體發佈，發佈日期12月29日13:00—2022年1月25日。

### 角子機、柏青哥
- 兵蜂JG（日语：ツインビーJG）（薄荷、金比）
- 角子機海貓悲鳴時（右代宮繪羽）

### 其它
- 哈馬金 兒童宇宙學科學館 星象館（案內／程式解說）
- 知研式知能教育程式 智力兒童DVD
- SOURCENEXT（日语：ソースネクスト） 迅速進步數學傳說／數學傳說 尋找龍水晶（拉比）
- 山梨縣立科學館 星象館 信玄看到的星空
- BS1特集「我的自學筆記 ～7年的小小大冒險～」（聲音演出）
- Project COLD（日语：Project COLD）（2021年，高市晴美）

## 音樂作品

### 角色歌曲
| 發行日期 | 商品名稱                                                                  | 歌 | 樂曲                     | 備註                                                         |
| 1988年   | 1988年                                                                    | 1988年 | 1988年                   | 1988年                                                       |
| -------- | ------------------------------------------------------------------------- | --- | ------------------------ | ------------------------------------------------------------ |
| 10月21日 | A子計劃 原創歌本                                                          | 伊藤美紀 | 「In Your Eyes」         | OVA《A子計劃》相關歌曲                                       |
| 10月21日 | A子計劃 原創歌本                                                          | 摩神英子（伊藤美紀） | 「坂道（Normal Version）」 | OVA《A子計劃》相關歌曲                                       |
| 10月21日 | A子計劃 原創歌本                                                          | 伊藤美紀、篠原惠美、富澤美智惠 | 「」 「」                | OVA《A子計劃》相關歌曲                                       |
| 10月21日 | A子計劃 原創歌本                                                          | 摩神英子（伊藤美紀）、大德寺美子（篠原惠美）、壽詩子（富澤美智惠）                                                                             | 「」                     | OVA《A子計劃》相關歌曲                                       |
| 10月21日 | A子計劃 原創歌本                                                          | 姐妹計劃 | 「」                     | OVA《A子計劃》相關歌曲                                       |
| 10月21日 | A子計劃 原創歌本                                                          | 姐妹計劃 | 「」                     | OVA《A子計劃》相關歌曲                                       |
| 1991年   |                                                                           | |                          |                                                              |
| 3月25日  | BURN-UP 原聲帶&特別廣播劇專輯                                             | 柴田由美子、伊藤美紀、西原久美子 | 「BURN UP MY HEART」     | OVA《BURN-UP》片尾主題曲                                     |
| 1995年   |                                                                           | |                          |                                                              |
| 3月29日  | 彌涅耳瓦公主 original drama & soundtrack                                  | 伊藤美紀 | 「WAGAMAMA」             | OVA《彌涅耳瓦公主》可愛假面主題曲                            |
| 1996年   |                                                                           | |                          |                                                              |
| 1月1日   | 魔法騎士雷阿斯 ORIGINAL SONG BOOK 2                                       | 新星（伊藤美紀） | 「」                     | 電視動畫《魔法騎士雷阿斯》相關歌曲                           |
| 2004年   |                                                                           | |                          |                                                              |
| 10月27日 | SHUFFLE！角色形象歌唱專輯「SHUFFLE TIME」                                 | 時雨亞沙（伊藤美紀） | 「High Tension Dreamer」 | 電視動畫《SHUFFLE！MEMORIES》第3話、第8話片頭主題曲          |
| 2005年   |                                                                           | |                          |                                                              |
| 4月22日  | 瑪莉亞的凝望 ～春～ 形象專輯vol.1 紅薔薇篇                                | 福澤祐巳（植田佳奈）、小笠原祥子（伊藤美紀）、水野蓉子（篠原惠美）                                                                             | 「」 「」                | 電視動畫《瑪莉亞的凝望》相關歌曲                             |
| 12月7日  | 角色廣播CD SHUFFLE！巴貝納學園廣播社vol.3                                 | 利希安瑟絲（青木沙耶香）、奈莉奈（永見遙）、芙蓉楓（後藤邑子）、時雨亞沙（伊藤美紀）                                                           | 「Smile Smile」          | 《》片頭主題曲                                               |
| 2006年   |                                                                           | |                          |                                                              |
| 1月12日  | 角色廣播CD SHUFFLE！巴貝納學園廣播社vol.4                                 | 利希安瑟絲（青木沙耶香）、奈莉奈（永見遙）、芙蓉楓（後藤邑子）、時雨亞沙（伊藤美紀）、普莉姆拉（一美）                                         | 「Smile Smile」          | 《》片頭主題曲                                               |
| 2月8日   | 角色廣播CD SHUFFLE！巴貝納學園廣播社vol.5                                 | 利希安瑟絲（青木沙耶香）、奈莉奈（永見遙）、芙蓉楓（後藤邑子）、時雨亞沙（伊藤美紀）、普莉姆拉（一美）、土見稟（杉田智和）、綠葉樹（荻原秀樹） | 「Smile Smile」          | 《》片頭主題曲                                               |
| 3月24日  | SHUFFLE! ON THE STAGE Character Vocal Album                               | 時雨亞沙（伊藤美紀） | 「Smiley Shiney Day」    | 遊戲《SHUFFLE！ON THE STAGE》相關歌曲                        |
| 2007年   |                                                                           | |                          |                                                              |
| 4月11日  | SHUFFLE！MEMORIES CHARACTER SONG ALBUM                                    | 時雨亞沙（伊藤美紀） | 「wish」                 | 電視動畫《SHUFFLE！MEMORIES》第3話、第8話片尾主題曲          |
| 4月11日  | SHUFFLE！MEMORIES CHARACTER SONG ALBUM                                    | 芙蓉楓（後藤邑子）、時雨亞沙（伊藤美紀） | 「」                     | 電視動畫《SHUFFLE！MEMORIES》相關歌曲                        |
| 10月12日 | 「Fate/stay night」角色形象歌曲Special：藤村大河&伊莉雅                   | 藤村大河（伊藤美紀）、伊莉雅（門舞以） | 「」                     | 電視動畫《Fate/stay night》相關歌曲                          |
| 2008年   |                                                                           | |                          |                                                              |
| 1月16日  | 暮蟬悲鳴時解 ～character case book～ Vol.2 鷹野三四Link富竹次郎           | 鷹野三四（伊藤美紀） | 「梵 ～karma～」         | 電視動畫《暮蟬悲鳴時解》相關歌曲                             |
| 2014年   |                                                                           | |                          |                                                              |
| 12月24日 | Fate/kaleid liner 魔法少女☆伊莉雅 2wei！角色歌曲 Prisma☆Love Parade Vol.2 | 藤村大河（伊藤美紀） | 「TIGER JET SING！」     | 電視動畫《Fate/kaleid liner 魔法少女☆伊莉雅 2wei！》相關歌曲 |

## 腳註

## 外部連結
- 伊藤美紀｜大澤事務所 （日語）
- 伊藤美紀在動畫新聞網百科全書中的資料（英文） （英文）
- （日語）—參與會員介紹頁面。
- 聲劇和樂團 （页面存档备份，存于） （日語）—公演情報頁面。